# Holstein-Glückstadt
Holstein-Glückstadt (conosciuto anche col nome di Schleswig-Holstein reale) è il nome che si ritrova in storiografia per riferirsi alla parte dell'originario Ducato di Holstein, uno stato del Sacro Romano Impero dipendente dalla Danimarca, dopo la divisione fra Cristiano III e i suoi parenti gli Holstein-Gottorp.

## Storia
Alla morte di Federico I di Danimarca (il quale era anche duca di Schleswig e Holstein) i suoi tre figli si divisero i ducati ereditati dal padre tra di loro nel 1544 e ciascuno dei fratelli ottenne una parte di ciascuno dei due ducati.
Il ducato di Schleswig-Holstein-Glückstadt prese il proprio nome perché la capitale era posta appunto a Glückstadt ed esso rappresentava la parte dei ducati assegnata al re Cristiano III di Danimarca ed ai suoi successori (che coincisero tutti coi re di Danimarca). Il territorio era composto dalle città di Rendsburg, Steinburg, Segeberg e Plön oltre alla parte meridionale del Dithmarschen.
Nel 1773 l'allora principe ereditario Paolo di Russia (poi zar col nome di Paolo I), nelle sue funzioni di Duca di Schleswig-Holstein-Gottorp, cedette la propria parte di territorio in Germania alla Danimarca e ne richiese in cambio la Contea di Oldenburg. Lo Schleswig-Holstein-Glückstadt venne dunque riunito allo Schleswig-Holstein-Gottorp per formare di nuovo i ducati di Schleswig e Holstein riuniti sotto il dominio della Danimarca.

## Duchi di Schleswig-Holstein-Glückstadt (anche Re di Danimarca)
- 1544-1559: Cristiano III
- 1559-1588: Federico II
- 1588-1648: Cristiano IV
- 1648-1670: Federico III
- 1670-1699: Cristiano V
- 1699-1730: Federico IV
- 1730-1746: Cristiano VI
- 1746-1766: Federico V
- 1766-1773: Cristiano VII

## Elenco degli statholders dello Schleswig-Holstein-Glückstadt
Il re danese, nelle sue funzioni di duca di Schleswig-Holstein-Glückstadt, nominava degli statholders (in tedesco: Statthalter) a rappresentarlo nei due ducati:
- 1523/45–1550: Johan Rantzau
- 1550–1556: Conte Bertram von Ahlefeldt
- 1556–1598: Heinrich Rantzau
- 1598–1600: vacante (?)
- 1600–1627: Geerd Rantzau (1558–1627)[1]
- 1627–1647: vacante[1]
- 1647–1648: Principe Federico di Danimarca[1]
- 1648–1663: Christian zu Rantzau
- 1663–1685: Friedrich von Ahlefeldt, conte di Langeland (1623–1686), vice-statholder dal 1660
- 1685–1697: Detlev zu Rantzau (1644-1697)
- 1697–1708: Friedrich von Ahlefeldt, conte di Langeland (1662–1708), vice-statholder dal 1686
- 1708–1722: Carl von Ahlefeldt, conte di Langeland (1708–1722)
- 1722–1730: ?
- 1730–1731: Margravio Carlo Augusto di Brandeburgo-Kulmbach (1663–1731), zio del successore
- 1731–1762: Margravio Federico Ernesto di Brandeburgo-Kulmbach (1703–1762), cognato del re Cristiano VI
- 1762–1768: Conte Friedrich Ludwig von Ahlefeldt-Dehn (1697–1771)
- 1768–1773: Principe Carlo d'Assia-Kassel